# 오스틴 영화 비평가 협회 감독상
오스틴 영화 비평가 협회 감독상(영어: Austin Film Critics Association Award for Best Director) 은 2005년부터 매년 최고의 영화에 수여된다.

## 수상작
| 연도 | 수상작                         | 감독                       |
| ---- | ------------------------------ | -------------------------- |
| 2005 | 크래쉬                         | 폴 해기스                  |
| 2006 | 칠드런 오브 맨                 | 알폰소 쿠아론              |
| 2007 | 데어 윌 비 블러드              | 폴 토머스 앤더슨           |
| 2008 | 다크 나이트                    | 크리스토퍼 놀란            |
| 2009 | 허트 로커                      | 캐스린 비글로              |
| 2010 | 블랙 스완                      | 대런 애러노프스키          |
| 2011 | 드라이브                       | 니콜라스 빈딩 레픈         |
| 2012 | 마스터                         | 폴 토머스 앤더슨           |
| 2013 | 그래비티                       | 알폰소 쿠아론              |
| 2014 | 보이후드                       | 리처드 링클레이터          |
| 2015 | 매드 맥스: 분노의 도로         | 조지 밀러                  |
| 2016 | 문라이트                       | 배리 젱킨스                |
| 2017 | 셰이프 오브 워터: 사랑의 모양  | 기예르모 델 토로           |
| 2018 | 빌 스트리트가 말할 수 있다면   | 배리 젱킨스                |
| 2019 | 기생충                         | 봉준호                     |
| 2020 | 미나리                         | 정이삭                     |
| 2021 | 파워 오브 도그                 | 제인 캠피언                |
| 2022 | 에브리씽 에브리웨어 올 앳 원스 | 다니엘 콴, 다니엘 셰이너트 |
| 2023 | 오펜하이머                     | 크리스토퍼 놀란            |